# Revoltas prussianas

Tribos bálticas e clãs prussianos c. 1200

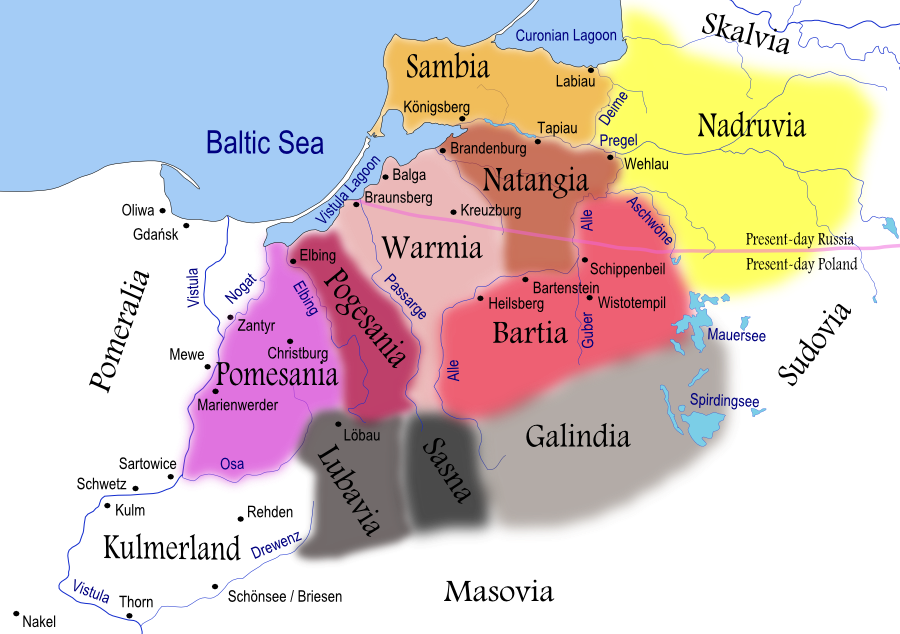
Mapa dos clãs prussianos no século XIII

Mapa esquemático da segunda revolta

As revoltas prussianas foram duas revoltas maiores e três menores dos Antigos prussianos, uma das tribos bálticas, contra os Cavaleiros Teutônicos que ocorreram no século XIII durante a Cruzada Prussiana. A ordem militar cruzada, apoiada pelos Papas e pela Europa cristã, procurou conquistar e converter os prussianos pagãos. Nos primeiros dez anos da cruzada, cinco dos sete principais clãs prussianos caíram sob o controle dos menos numerosos Cavaleiros Teutônicos. No entanto, os prussianos levantaram-se contra os seus conquistadores em cinco ocasiões.
A primeira revolta foi apoiada pelo Duque Swietopelk II, Duque da Pomerânia. Os prussianos tiveram sucesso no início, reduzindo os Cavaleiros a apenas cinco dos seus castelos mais fortes. O duque sofreu então uma série de derrotas militares e acabou sendo forçado a fazer a paz com os Cavaleiros Teutônicos. Com o apoio do duque Swietopelk aos prussianos quebrado, um prelado do Papa Inocêncio IV negociou um tratado de paz entre os prussianos e os cavaleiros. Este tratado nunca foi honrado ou aplicado, especialmente após a vitória prussiana na Batalha de Krücken no final de 1249.
A segunda revolta, conhecida na historiografia como "a grande revolta prussiana", foi motivada pela Batalha de Durbe em 1260, a maior derrota sofrida pelos Cavaleiros Teutônicos no século XIII. Esta revolta foi a mais longa, maior e mais ameaçadora para a Ordem Teutônica, que novamente foi reduzida a cinco de seus castelos mais fortes. Os reforços para os Cavaleiros demoraram a chegar, apesar dos repetidos incentivos do Papa Urbano IV, e a posição da Ordem parecia destinada a piorar. Felizmente para a Ordem, os prussianos não tinham unidade e uma estratégia comum e reforços finalmente chegaram à Prússia por volta de 1265. Um por um, os clãs prussianos se renderam e a revolta terminou em 1274.
As últimas três revoltas menores dependeram da ajuda estrangeira e foram reprimidas em um ou dois anos. A última revolta em 1295 encerrou efetivamente a Cruzada Prussiana, e a Prússia tornou-se um território cristão de língua alemã, que assimilou os prussianos nativos e uma série de colonos de diferentes estados alemães.